# Niemiecki Związek Ludowy dla Polskiego Śląska
Niemiecki Związek Ludowy dla Polskiego Śląska, Volksbund (niem. Deutscher Volksbund für Polnisch-Schlesien, DVB) – organizacja mniejszości niemieckiej w Polsce – Niemców górnośląskich dla ochrony praw mniejszościowych.

## Historia
Organizacja została założona 8 listopada 1921 r. w Katowicach pod nazwą "Niemiecko-Górnośląski Związek Ludowy dla Obrony Praw Mniejszości" (niem. Deutsch-Oberschlesischer Volksbund für Polnisch-Schlesien zur Wahrung der Minderheitsrechte). W 1925 r. zmieniła nazwę na "Niemiecki Związek Ludowy dla Polskiego Śląska". Po 1933 roku była organizacją nazistowską, a jej członkowie należeli do bojówek hitlerowskich dokonujących w 1939 mordów ludności polskiej.
Pierwszym przewodniczącym Volksbundu był Karl Egon von Reitzenstein (do 1924 r.). Po nim stanowisko to obejmowali hr. Edwin Henckel von Donnersmarck (1924–1929) i Jan Henryk XVII Hochberg. Jednak faktyczne przywództwo sprawował zarząd, któremu przez wszystkie lata przewodniczył Otto Ulitz.